# Hippolyte Tassel
Pour les articles homonymes, voir Tassel.
Hippolyte Tassel est un homme politique français né le 26 mai 1800 à Lannion (Côtes-du-Nord) et mort le 18 décembre 1868 à Lannion.

## Biographie
Avocat à Lannion en 1823, militant libéral, il accueille favorablement la Révolution de 1830 et devient secrétaire général de la Préfecture du Finistère. Il démissionne rapidement et passe à l'opposition. Il est député du Finistère de 1848 à 1849, votant avec le Parti démocratique.

## Sources
- « Hippolyte Tassel », dans Adolphe Robert et Gaston Cougny, Dictionnaire des parlementaires français, Edgar Bourloton, 1889-1891 [détail de l’édition]